# Янаки Томов
Янаки Томов Кольовски е български революционер, деец на Вътрешната македоно-одринска революционна организация.

## Биография
Янаки Томов е роден през 1860 година в реканското село Галичник, тогава в Османската империя. По професия е строител предприемач. Присъединява се към ВМОРО и между август 1902 година и 1 юли 1903 година ръководи Галичкия околийски комитет. Проявява се като добър организатор. Участва в Илинденско-Преображенското въстание като четник.
След Младотурската революция в 1908 година става деец на Съюза на българските конституционни клубове и е избран за делегат на неговия Учредителен конгрес от Дебър.
След като Дебърско папада в Сърбия по време на Балканските войни, Томов си напуска работата в София и заминава за родния си край, за да поддържа българщината. Убит е зверски от сръбските власти на 16 септември 1913 година край Дебър.